# ワン 57
ワン 57 (One57) は、ニューヨーク市マンハッタン区ミッドタウンに建つ超高層ビルである。当初の名前は、カーネギー 57 (Carnegie 57) であった。

## 概要

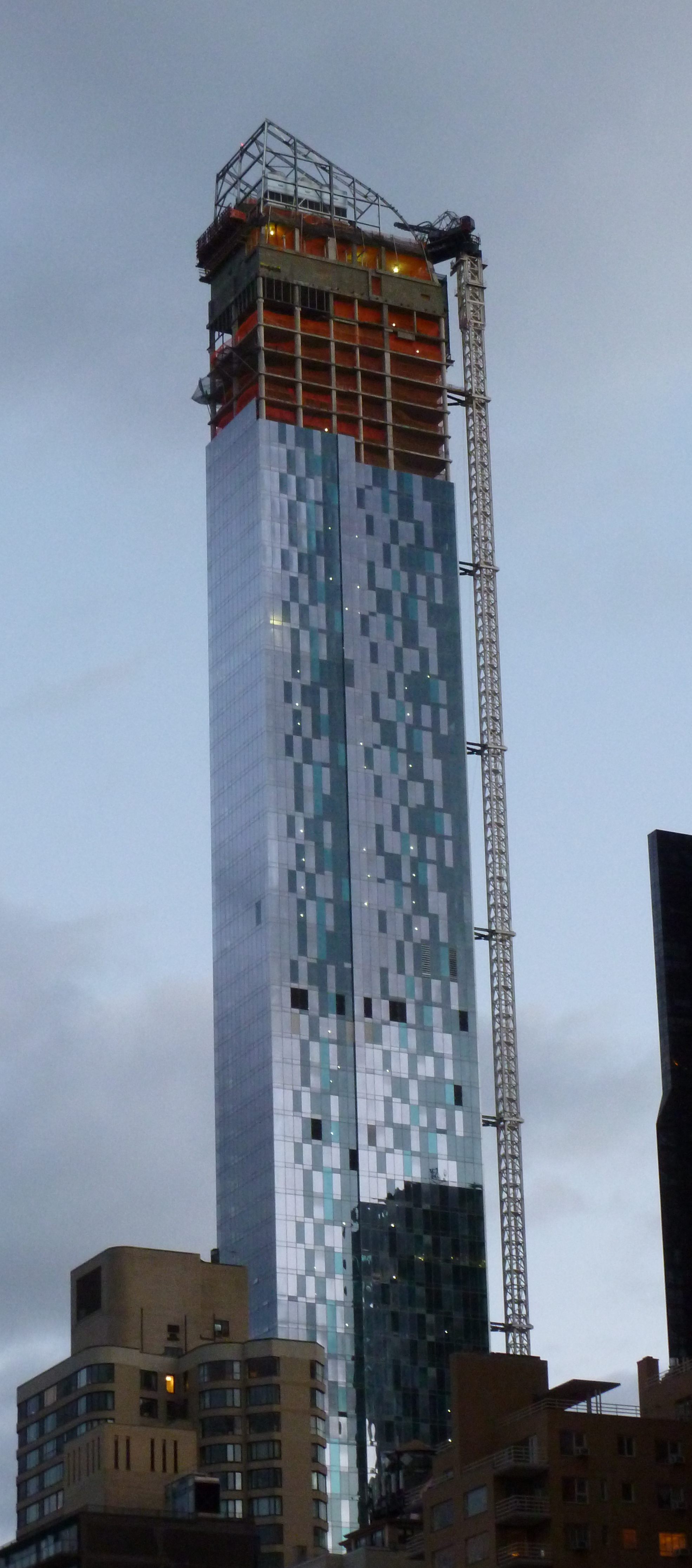
建設中（2012年12月）

ワン 57は、75階建て（90階建てと称して販売されている）高さ306mの超高層ビルである。2012年に最頂部に到達し、2014年に竣工した。完成当時は、ニューヨーク市で6番目に高いビルであった。8 スプルース・ストリートを上回り、ニューヨーク市で最高層のマンションであったが、432 パーク・アベニューに抜かれることとなった。住所は、セントラルパークにほど近い、ニューヨーク市マンハッタン区西57丁目157号である。
建設請負業者はen:Lend Lease Project Management & Constructionで、デベロッパーはen:Extell Development Companyである。このビルは210室のパークハイアットホテルとその上階の135の居住ユニットで構成されている。このビル内のいくつかのアパートは9000万ドル以上で売れた。2012年5月、ある買い手は、89-90階の10,923平方フィート (1,014.8 m2)のペントハウスを9000万ドル以上の値段で購入すると発表した。これはニューヨーク市の不動産のマンションの1ユニットに付けられた過去最高値であった。その二ヶ月後、カタールの首相、シャイフ ハマド・ビン・ジャーシム・ビン・ジャブル・アール＝サーニーがこのマンションのペントハウスの1ユニットを1億ドルで購入すると発表し、その記録を破った。ユニットの販売開始から半年で、50%のユニットが総計10億ドルで売れた。
このビルはハリケーン・サンディの影響で建設用クレーンが倒壊したことにより国際的にメディアの注目を集めた。ニューヨーク市建設局はこの建設現場の危険性についての苦情を受けたことを発表した。